# Первомайська гімназія № 7 (Первомайськ, Миколаївська область)
Первомайська гімназія № 7 Первомайської міської ради Миколаївської області (скорочено — Первомайська гімназія № 7) — загальноосвітній навчальний заклад у місті Первомайську Миколаївської області України.

## Історія школи
Навчальний заклад, як Первомайська НСШ № 7, був створений у зв'язку з переїздом у місто Первомайськ жителів Дрогобицької області, яких в зв'язку з проведенням сумнозвісної операції «Вісла» переселяли у піденні та східні області України. У 1950—1951 роках українці змушені були покидати власні домівки, господарство і протягом доби з клумаками та з дітьми на руках мали бути готові до відправлення на схід. Мешканців одного з таких сіл, яке залишилось на території нинішньої Польщі, було переселено до Первомайська у 1951 році й поселено у новозбудовані будинки, які розмістилися на околиці міста, де було поле колгоспу імені Леніна (нині колективне господарств «Відродження»).
Протягом 1951—1952 років тут виросло селище із 230 будинків. Одночасно зводилось приміщення клубу, але в ході будівництва це приміщення перебудували під школу, бо тодішня школа № 7 (нині Первомайська гімназія № 3) не могла охопити навчанням усіх дітей, які приїхали із Дрогобицької області. Мова дітей та їх батьків була насичена словами західноукраїнського діалекту. У 1963—1964 навчальному році НСШ № 7 працювала в одну зміну з кількістю учнів 221 чол. у складі 1-8 класів. Тепер Первомайська гімназія № 7 має 11 кабінетів, у яких навчається 150 учнів (з 1-9 класи), в тому числі кабінет музики та англійської мови. Є спортзал, бібліотека, майстерня, методичний кбінет, вчительська. На сьогоднішній день у гімназії працює 16 вчителів. Деякі з них пропрацювали в навчальному закладі більше 20 років. Це Бенідовська Лідія Миколаївна, Хруленко Володимир Васильович, Бруньківська Галина Федорівна, Надточій Людмила Миколаївна, Нерубащенко Тетяна Василівна, Запорожець Людмила Іванівна. Не забувають рідну школу колишні випускники, які повертаються до неї працюати вчителями: Ляхвацька (Хлиста) Оксана Іванівна, Чемерис Анжела Михайлівна, Ляхвацька (Головчак) Тетяна Йосипівна.
24 червня 2021 року рішенням сесії Первомайської міської ради Первомайську загальноосвітню школу І-ІІ ступенів № 7 перейменовано на Первомайську гімназію № 7.

## Бібліотека школи
Завідувач бібліотеки — Намєснік Діна Сергіївна
Бібліотека відкрита 1952 року. З того часу її користувачами були більше трьох тисяч читачів. Користувачами бібліотеки є не тільки учні, а й практично всі педагоги гімназії і, навіть, деякі батьки учнів. В бібліотеці вони можуть отримати консультацію щодо пошуку та вибору джерел інформації, можливість роботи з інформаційними ресурсами бібліотеки. До послуг наших читачів є комп'ютер з виходом в Інтернет. Учні та педагоги можуть знаходити інформацію, що їх цікавить, в Інтернеті та зберігати її на свої електронні носії. Гімназійна бібліотека — це зона психологічного комфорту, де немає напруги, оцінок, журналу. Тут часто відбуваються виставки дитячої творчості (малюнків, літературної творчості читачів).

## Випускники
- Довгий Роман Сергійович (1991—2017) — український військовик, кавалер ордена «За мужність» 3-го ступеня (посмертно).